# 길해연
길해연(1964년 5월 22일 (음력 4월 11일) ~ )은 대한민국의 배우이다.

## 생애
대한민국의 배우. 2002년까지 초등학생들의 연극 예술학원 강사로 일하다 2003년에 공식 데뷔했다.
주로 주인공의 어머니나 조연으로 자주 출연하는 배우다. 또한 무당이나 수녀 역도 자주 맡는 편. 2018년 JTBC 드라마 《밥 잘 사주는 예쁜 누나》에서 여주인공 윤진아(손예진 분)의 어머니 김미연 역으로 속물 연기의 정점을 보여주며 알려졌다. 여기서는 국민 밉상 속물 엄마로 등극하였으나 그 다음에 출연한 《봄밤》에서는 세 딸들의 마음을 보듬어주는 착한 엄마로 분해 다른 의미로 인상적인 연기를 펼쳤다.
안판석 PD 연출 작품에 자주 출연하는 배우 중 한 명으로 《아내의 자격》, 《밀회》, 《풍문으로 들었소》, 《밥 잘 사주는 예쁜 누나》, 《봄밤》 총 다섯 작품을 함께했다.

## 학력
- 풍문여자고등학교
- 동덕여자대학교 국어국문학과 (졸업)

## 출연작

### 영화
- 《여섯 개의 시선》 (2003년) - 정현 역
- 《플라워 숍》 (2004년)
- 《마파도》 (2005년) - 제주댁 역
- 《애인》 (2005년) - 아트팩토리 점장 역
- 《생리해서 좋은 날》 (2005년) - 희정 역
- 《화기애애》 (2005년)
- 《싸움의 기술》 (2006년) - 영애 엄마 역
- 《마파도 2》 (2007년) - 제주댁 역
- 《파란 자전거》 (2007년) - 동규 모 역
- 《세븐 데이즈》 (2007년) - 병원 원장 역
- 《자야한다》 (2007년) - 엄마 역
- 《동거, 동락》 (2008년) - 경미 역
- 《아기와 나》 (2008년) - 기석 모 역
- 《잔소리》 (2008년)
- 《똥파리》 (2009년) - 연희 모 역
- 《독》 (2009년) - 장 권사 역
- 《청담보살》 (2009년) - 승원 형수 역
- 《그대를 사랑합니다》 (2011년) - 군봉 며느리 1 역
- 《혜화,동》 (2011년) - 한수 모 역
- 《위험한 상견례》 (2011년) - 가정부 역
- 《가시》 (2012년) - 박희수 역
- 《돈 크라이 마미》 (2012년) - 성당 수녀 역
- 《명왕성》 (2013년) - 준의 모 역
- 《어떤 시선》 (2013년) - 어머니 역
- 《잉투기》 (2013년) - 태식엄마 역
- 《카트》 (2014년) - 진상고객 역
- 《울언니》 (2014년) - 볼레로 역
- 《인 허 플레이스》 (2014년) - 엄마 역
- 《헬머니》 (2015년) - 가정부 역 (우정출연)
- 《날, 보러와요》 (2016년) - 차영숙 (강수아 엄마) 역
- 《미씽: 사라진 여자》 (2016년) - 시어머니 역
- 《장산범》 (2017년) - 김 무녀 역
- 《살인자의 기억법》 (2017년) - 마리아 역
- 《초행》 (2017년) - 수현어머니 역
- 《야간근무》 (2017년) - 연희 엄마 역 (특별출연)
- 《메이트》 (2019년) - 금희 역
- 《미성년》 (2019년, 연기지도)
- 《나의 특별한 형제》 (2019년) - 정순 역
- 《롱 리브 더 킹: 목포 영웅》 (2019년) - 춘택 모 역
- 《벌새》 (2019년) - 영지엄마 역
- 《7월7일》 (2020년) - 순희 역 (특별출연)
- 《미드나이트》 (2021년) - 경미 엄마 역
- 《아이를 위한 아이》 (2022년) - 원장 역
- 《주연》 (2022년) - 박 원장 역
- 《압꾸정》 (2022년) - 김 회장 역
- 《너와 나》 (2023년) - 개 주인 역
- 《스마트폰을 떨어뜨렸을 뿐인데》 (2023년) - 재연 역 (특별출연)
- 《대가족》 (2024년) - 원장 수녀 역
- 《침범》 (2025년) - 박정숙 역

### 드라마
- 《아내의 자격》 (JTBC, 2012년) - 하섬진 역
- 《세계의 끝》 (JTBC, 2013년) - 정상숙 역
- 《비밀》 (KBS2, 2013년) - 서지희의 어머니 역
- 《밀회》 (JTBC, 2014년) - 백선생 역
- 《Miss 맘마미아》 (KBS 드라마, 2015년) - 마 여사 역
- 《풍문으로 들었소》 (SBS, 2015년) - 양재화 역
- 《어셈블리》 (KBS2, 2015년) - 천노심 역
- 《발칙하게 고고》 (KBS2, 2015년) - 이실장 역
- 《KBS 드라마 스페셜 - 짝퉁 패밀리》 (KBS2, 2015년) - 차송자 역
- 《라이더스: 내일을 잡아라》 (E채널 & 드라마큐브, 2015년) - 배미선 역
- 《퍽》 (SBS, 2016년) - 경필 모 역
- 《무림학교》 (KBS2, 2016년) - 계미숙 역
- 《그래, 그런거야》 (SBS, 2016년) - 소향 역
- 《베이비시터》 (KBS2, 2016년) - 상원 모 역
- 《굿바이 미스터 블랙》 (MBC, 2016년) - 홍인자 역
- 《워킹 맘 육아 대디》 (MBC, 2016년) - 이해순 역
- 《오 마이 금비》 (KBS2, 2016년) - 김영지 역
- 《맨몸의 소방관》 (KBS2, 2017년) - 정순 역
- 《추리의 여왕》 (KBS2, 2017년)
- 《병원선》 (MBC, 2017년) - 황인경의 어머니 역
- 《세상에서 가장 아름다운 이별》 (tvN, 2017년) - 윤박사 역
- 《투깝스》 (MBC, 2017년) - 원장수녀 역
- 《밥 잘 사주는 예쁜 누나》 (JTBC, 2018년) - 김미연 역
- 《김비서가 왜 그럴까》 (tvN, 2018년) - (특별출연)
- 《오늘의 탐정》 (KBS2, 2018년) - 황영희 역
- 《KBS 드라마 스페셜 - 너무 한낮의 연애》 (KBS2, 2018년) - 필용의 어머니 역
- 《최고의 이혼》 (KBS2, 2018년)
- 《남자친구》 (tvN, 2018년) - 이선생 역
- 《빙의》 (OCN, 2019년) - 신금조 역
- 《국민 여러분!》 (KBS2, 2019년) - 김경애 역
- 《봄밤》 (MBC, 2019년) - 신형선 역
- 《날 녹여주오》 (tvN, 2019년) - 미란 모 역
- 《99억의 여자》 (KBS2, 2019년) - 장금자 역
- 《유별나! 문셰프》 (채널A, 2020년) - 장선영 역
- 《그 남자의 기억법》 (MBC, 2020년) - 서미현 역
- 《브람스를 좋아하세요?》(SBS, 2020년) - 송정희 역
- 《괴물》(JTBC, 2021년) - 도해원 역
- 《로스쿨》(JTBC, 2021년) - 오정희 역
- 《보이스 4》 (tvN, 2021년) - 감종숙 역
- 《당신이 소원을 말하면》 (KBS2, 2022년) - 최덕자 역
- 《멘탈코치 제갈길》 (tvN, 2022년) - 심복자 역
- 《변론을 시작하겠습니다》 (Disney+, 2022년) - 이귀동의 어머니 역
- 《트롤리》 (SBS, 2022년) - 이유신 역
- 《남이 될 수 있을까?》 (지니 TV, 2023년) - 홍여래 역
- 《박하경 여행기》 (WAVVE, 2023년) - 구영숙 역
- 《O'PENing - 여름 감기》 (tvN, 2023년) - 장성자 역
- 《악인전기》 (ENA, 2023년) - 이혜자 역
- 《원더풀 월드》 (MBC, 2024년) - 정명희 역
- 《졸업》 (tvN, 2024년) - 김효임 역
- 《협상의 기술》 (JTBC, 2025년) - 곽민정의 어머니 역
- 《귀궁》 (SBS, 2025년) - 넙덕 역
- 《견우와 선녀》 (tvN, 2025년) - 오옥순 역
- 《트리거》 (Netflix, 2025년) - 오경숙 역
- 《트라이 : 우리는 기적이 된다》 (SBS, 2025년) - 강정효 역

### 연극
- 《에쿠우스》 (2004년) - 도라 스트랑 역
- 《Getting Out》 (2005년)
- 《맥베드, The Show》 (2006년) - 레이디 맥베드 역
- 《물고기 축제》 (2007년) - 어머니 역
- 《너 때문에 산다》 (2008년) - 곡녀 역
- 《꿈속의 꿈》 (2008년) - 보희 역
- 《침향》 (2008년)
- 《남은 집》 (2008년) - 순례 역
- 《임차인》 (2008년)
- 《인간의 시간》 (2008년) - 박태경 역
- 《존경하는 엘레나 선생님》 (2009년) - 엘레나 세르게예브나 역
- 《산소》 (2009년) - 프리스틀리부인 / 로센비스크 역
- 《언니들》 (2009년) - 첫째 역
- 《33개의 변주곡》 (2010년) - 거트루트 역
- 《사랑이 온다》 (2010년) - 아내 역
- 《돐날》 (2011년) - 경주 역
- 《니 부모 얼굴이 보고 싶다》 (2012년) - 남윤정 모 역
- 《채권자들》 (2013년) - 테클라 역
- 《전쟁터를 훔친 여인들》 (2013년) - 매지 역
- 《봄날은 간다》 (2014년)
- 《그림자 아이》 (2014년) - 어머니 역
- 《위대한 유산》 (2014년) - 해비샴 역

### 예능
- tvN 《인생술집》 2018년 6월 28일
- MBC 《황금어장 라디오스타》 2022년 12월 21일

## 저서
- 《겁 많은 단비, 연예인 되다》 (2012년)

## 수상
- 2016년 제3회 들꽃영화상 조연상 《인 허 플레이스》
- 2011년 제16회 히서연극상 올해의 연극인상
- 2011년 제47회 동아연극상 연기상
- 2002년 서울공연예술제 연기상